# Belize címere

Belize címere

Belize címere Belize állami jelképe.

## Leírása
Egy harmadolt pajzs. Bal felső része fehér, egy fakalapáccsal és evezővel. A jobb oldali rész sárga, ahol egy fejsze és egy fűrész található. Az alsó részen pedig egy vitorlás látható kék háttér előtt. A pajzsot két férfialak, egy mesztic és egy mulatt ember tartja. Felülről mahagónifa díszíti, alul az ország mottója olvasható: Sub Umbra Floreo ('Virágzom az árnyékban').

## Története
A címert 1907-ben adományozták Brit Hondurasnak.